# Partula thetis
Partula thetis é uma espécie de gastrópode da família Partulidae.
É endémica de Palau.